# Château de Villerouge-Termenès
Le château de Villerouge-Termenès (en occitan : Vilaroja de Termenés) est un ancien château fort construit en plaine, restauré, dont l'origine remonte à la fin du XIe siècle, qui se dresse sur la commune française de Villerouge-Termenès dans le département de l'Aude, en région Occitanie.
Le château, alors qu'il était encore à l'état de ruines, a fait l’objet d’un classement au titre des monuments historiques par arrêté du 6 octobre 1976.

## Localisation
Le château se dresse dans le village de Villerouge-Termenès, dans les Corbières et le département français de l'Aude.

## Historique
À partir de 1110 et jusqu'à la Révolution, le château et le village ont appartenu aux archevêques de Narbonne. Il était le siège d'une des onze baylies de l'archevêché, ce qui montre que les prélats s'intégraient à la société féodale et que la puissance ecclésiastique s'appuyait sur des seigneuries.
Les archevêques durent défendre leurs biens contre leurs voisins, avant comme après la croisade des Albigeois.
Villerouge était au cœur d'un vaste domaine, car l'archevêque de Narbonne était le seigneur de nombreux villages des environs et il y percevait des dîmes, des taxes ou des impôts. Pour percevoir ces revenus et gouverner ses vassaux, l'archevêque disposait d'un bayle (ou bailli), et Villerouge était au centre de la baylie.
Les archevêques de Narbonne s'efforcèrent de fortifier cette place qui s'impose par sa robustesse. Cette citadelle a sans doute été construite au XIIIe siècle, pendant le troisième quart du siècle peut-être. Faut-il y deviner le souci nouveau des autorités ecclésiastiques de mieux défendre leur bien ?

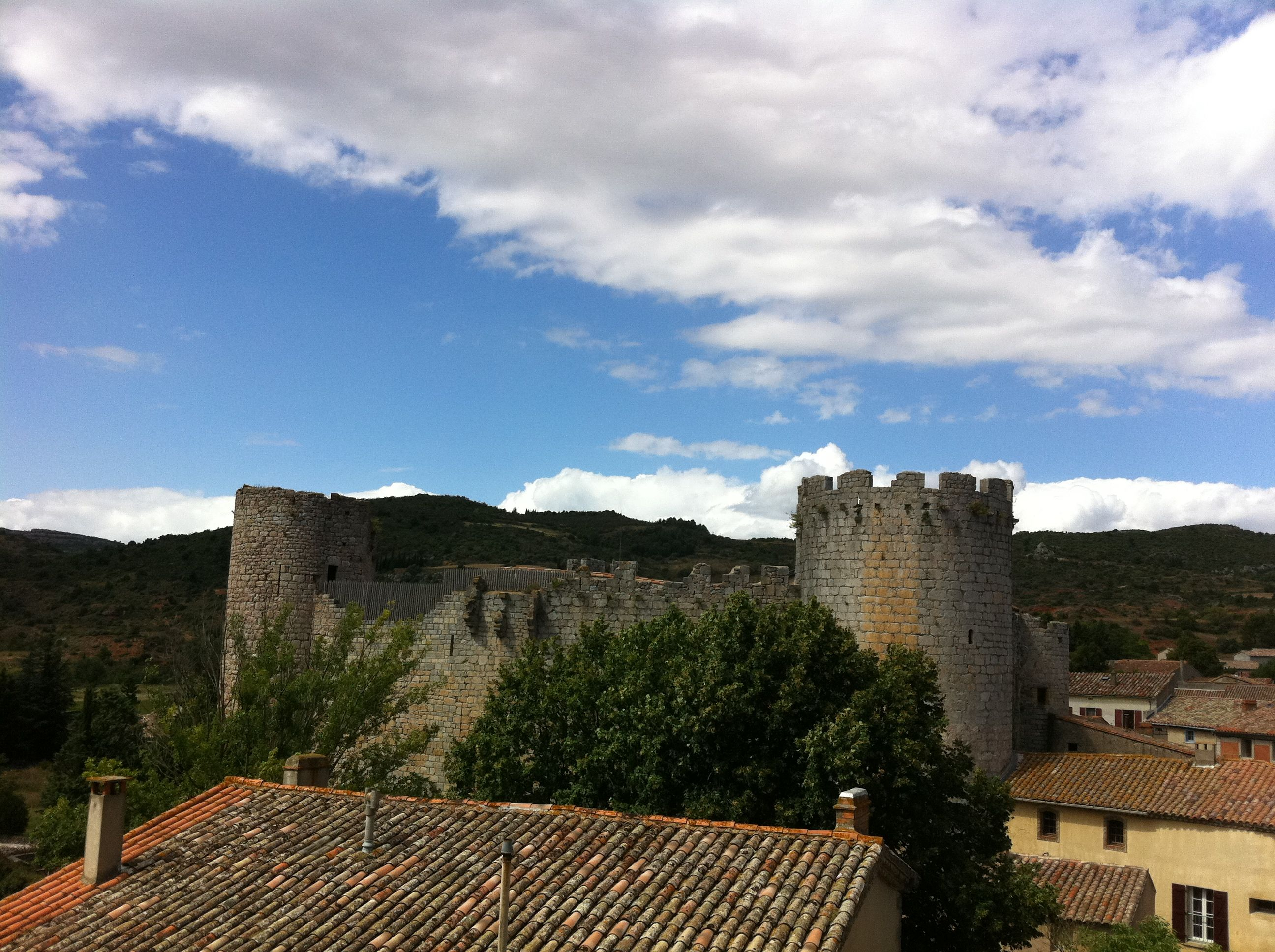
Château de Villerouge-Termenès.

Le château a joué un rôle important durant la croisade contre les Albigeois. Le dernier « bon homme » cathare, Guilhem Bélibaste, y fut brûlé vif le 24 août 1321.

## Description
Le château qui date de la fin du XIe siècle a été remaniée au XIVe siècle. Il se présente sous la forme d'une enceinte de forme quadrangulaire avec quatre tours rondes et vraisemblablement construit à partir d'une église fortifiée au XIe siècle.
La grosse tour ou donjon de l'angle sud-est comporte trois salles superposées, aux murs très épais, dans lesquels ont été aménagés des escaliers. On parvient à une terrasse crénelée. À l'intérieur on peut voir dans la grande salle une poutre peinte aux armes de Bernard de Farges, archevêque de Narbonne (1311-1341).
| Lastours Cité de Carcassonne Puilaurens Montségur Puivert Arques Termes Villerouge- Termenès Peyrepertuse Quéribus Aguilar Toulouse Carcassonne Foix Minerve Narbonne vers Montpellier vers Perpignan Méditerranée |